# 吉田村 (新潟県)
吉田村（よしだむら）は、かつて新潟県中魚沼郡にあった村。

## 沿革
- 1889年（明治22年）4月1日 - 町村制施行に伴い中魚沼郡小泉村、山谷村、稲葉村、真田村（一部）が合併し、吉田村が発足。
- 1902年（明治35年）4月1日 - 中魚沼郡鎧島村、真田村と合併し、吉田村を新設。
- 1954年（昭和29年）12月1日 - 十日町市に編入され消滅。